# Алгоритм Кули — Тьюки
Алгоритм Ку́ли — Тью́ки — наиболее часто используемый алгоритм вычисления быстрого преобразования Фурье. Алгоритм позволяет выразить дискретное преобразование Фурье длины, равной произвольному составному числу {\displaystyle N}, через определённое количество преобразований меньшей длины с помощью рекурсии, понижая таким образом сложность вычислений до {\displaystyle O(N\log N)} для гладких {\displaystyle N}. Назван в честь Дж. Кули и Дж. Тьюки.

## Основной алгоритм

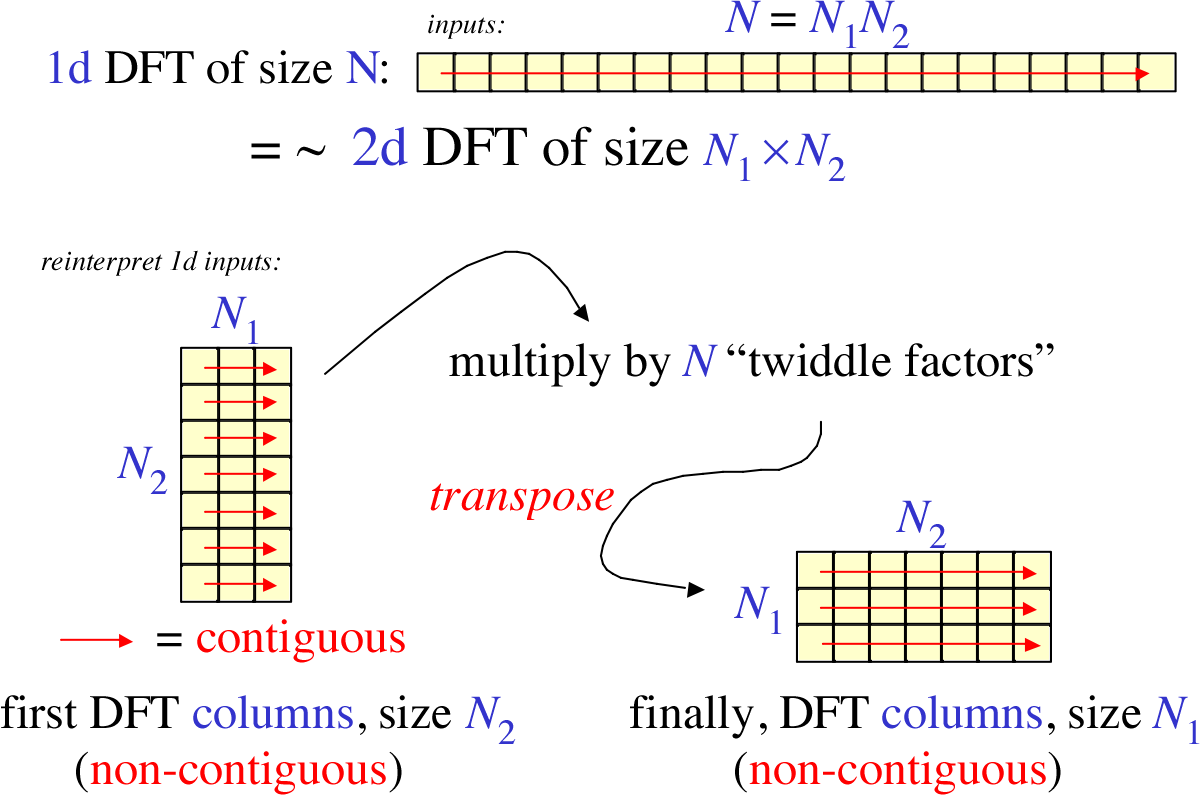
Схема общего алгоритма Кули — Тьюки

Для произвольного натурального числа {\displaystyle N} дискретным преобразованием Фурье комплексного вектора {\displaystyle x(j)}, где {\displaystyle j=0,\ldots ,N-1}, называется комплексный вектор {\displaystyle X(k)}, где {\displaystyle k=0,\ldots ,N-1}, компоненты которого задаются формулой
{\displaystyle X(k)=\sum \limits _{j=0}^{N-1}x(j)\omega ^{kj},\;k=0,\ldots ,N-1,}
где {\textstyle \omega =e^{-{\frac {2\pi i}{N}}}}.
Для построения алгоритма делается предположение, что {\displaystyle N=N_{1}N_{2}} для некоторых натуральных {\displaystyle N_{1}} и {\displaystyle N_{2}} и производится следующая замена индексов:
{\displaystyle {\begin{array}{lll}&j=j_{1}+N_{1}j_{2},\ &j_{1}=0,\ldots ,N_{1}-1,\ &j_{2}=0,\ldots ,N_{2}-1,\\&k=k_{2}+N_{2}k_{1},\ &k_{1}=0,\ldots ,N_{1}-1,\ &k_{2}=0,\ldots ,N_{2}-1,\end{array}}}
в результате которой получается
{\displaystyle X(k_{2}+N_{2}k_{1})=\sum \limits _{j_{1}=0}^{N_{1}-1}\sum \limits _{j_{2}=0}^{N_{2}-1}x(j_{1}+N_{1}j_{2})\omega ^{(j_{1}+N_{1}j_{2})(k_{2}+N_{2}k_{1})}.}
Далее векторы входных и выходных данных преобразуются в двумерные массивы {\displaystyle x'} и {\displaystyle X'}, задающиеся равенствами
{\displaystyle {\begin{array}{lll}&x'(j_{1},j_{2})=x(j_{1}+N_{1}j_{2}),\ &j_{1}=0,\ldots ,N_{1}-1,\ &j_{2}=0,\ldots ,N_{2}-1,\\&X'(k_{1},k_{2})=X(k_{2}+N_{2}k_{1}),\ &k_{1}=0,\ldots ,N_{1}-1,\ &k_{2}=0,\ldots ,N_{2}-1.\end{array}}}
Стоит заметить, что компоненты {\displaystyle X} упорядочены не так, как компоненты {\displaystyle x}.
Далее пусть {\displaystyle \omega ^{N_{1}}=\gamma } и {\displaystyle \omega ^{N_{2}}=\beta }. Очевидно, что {\displaystyle \omega ^{N_{1}N_{2}j_{2}k_{1}}=1}. Тогда в терминах двумерных переменных формула преобразуется к виду
{\displaystyle X'(k_{1},k_{2})=\sum \limits _{j_{1}=0}^{N_{1}-1}\beta ^{j_{1}k_{1}}\left(\omega ^{j_{1}k_{2}}\sum \limits _{j_{2}=0}^{N_{2}-1}x'(j_{1},j_{2})\gamma ^{j_{2}k_{2}}\right).}
Таким образом, вычисление преобразования длины {\displaystyle N=N_{1}N_{2}} сводится к выполнению следующих действий:
1. Вычисление {\displaystyle N_{1}} преобразований длины {\displaystyle N_{2}}.
2. Умножение на комплексные «поворачивающие» множители.
3. Вычисление {\displaystyle N_{2}} преобразований длины {\displaystyle N_{1}}.

При этом вместо {\displaystyle N^{2}} комплексных сложений и {\displaystyle N^{2}} комплексных умножений исходной формулы итоговая схема содержит не более {\displaystyle N(N_{1}+N_{2}-2)} комплексных сложений и {\displaystyle N(N_{1}+N_{2}+1)} комплексных умножений.
Каждое из преобразований длины {\displaystyle N_{1}} или {\displaystyle N_{2}} можно вычислять с помощью различных быстрых алгоритмов, в частности, снова по вышеприведённой схеме. В этом случае преобразование длины {\textstyle N=\prod \limits _{i=1}^{n}N_{i}} может быть представлено в форме, требующей выполнения {\textstyle N\sum \limits _{i=1}^{n}N_{i}} комплексных умножений.

## Алгоритм по основанию два
Во многих приложениях длина преобразования равна степени двойки: {\displaystyle N=2^{m}}. Тогда в вышеприведённой схеме возможны варианты {\displaystyle N_{1}=2} или {\displaystyle N_{2}=2}. В этом случае говорят об алгоритме Кули — Тьюки по основанию два (англ. radix-2).
Если {\displaystyle N_{1}=2}, то говорят об алгоритме Кули — Тьюки с прореживанием по времени. В этом случае уравнения преобразуются к виду

Схема реализации операции «бабочки»

{\displaystyle {\begin{array}{rcl}X(k)&=&\sum \limits _{j=0}^{N/2-1}x(2j)\omega ^{2kj}+\omega ^{k}\sum \limits _{j=0}^{N/2-1}x(2j+1)\omega ^{2kj}\\X(k+N/2)&=&\sum \limits _{j=0}^{N/2-1}x(2j)\omega ^{2kj}-\omega ^{k}\sum \limits _{j=0}^{N/2-1}x(2j+1)\omega ^{2kj},\ k=0,\ldots ,N/2-1.\end{array}}}
Если ввести обозначения {\displaystyle E(k)=\sum \limits _{j=0}^{N/2-1}x(2j)\omega ^{2kj}} и {\displaystyle O(k)=\sum \limits _{j=0}^{N/2-1}x(2j+1)\omega ^{2kj}}, то уравнения можно переписать как
{\displaystyle {\begin{array}{rcl}X(k)&=&E(k)+\omega ^{k}O(k)\\X(k+N/2)&=&E(k)-\omega ^{k}O(k),\ k=0,\ldots ,N/2-1.\end{array}}}
Такая операция обычно называется «бабочкой».
Данная процедура может быть применена к входному вектору рекурсивно. На каждом шаге {\displaystyle N}-точечное преобразование разбивается на два {\displaystyle (N/2)}-точечных преобразования, которые, в свою очередь, разбиваются таким же образом до тех пор, пока длина преобразования не станет равна единице. Затем происходит обратный ход, на каждом шаге длины результатов преобразований удваиваются с помощью «бабочек». При такой реализации выполняется {\displaystyle (N/2)\log _{2}N} комплексных умножений и {\displaystyle N\log _{2}N} комплексных сложений.
Этот процесс является примером применения методики «разделяй и властвуй». При этом во многих реализациях прямой рекурсии избегают и вместо неё дерево вычислений проходится в порядке поиска в ширину.
Если {\displaystyle N_{2}=2}, то говорят об алгоритме Кули — Тьюки с прореживанием по частоте. В этом случае уравнения преобразуются к виду
{\displaystyle {\begin{array}{rcl}X(2k)&=&\sum \limits _{j=0}^{N/2-1}{\bigg (}x(j)+x(j+N/2){\bigg )}\omega ^{2kj},\\X(2k+1)&=&\sum \limits _{j=0}^{N/2-1}{\bigg (}x(j)-x(j+N/2){\bigg )}\omega ^{j(2k+1)},\ k=0,\ldots ,N/2-1.\end{array}}}

### Алгоритм Рейдера — Бреннера
Пусть
{\displaystyle a(k)=\left\lbrace {\begin{array}{rl}0,&k=0,\\{\dfrac {x(k)-x(k+N/2)}{2i\sin \left(2\pi k/N\right)}},&k=1,\ldots ,N/2-1\end{array}}\right.}
и пусть
{\displaystyle A(k)=\sum \limits _{j=0}^{N/2-1}a(j)\omega ^{2kj},\ k=0,\ldots ,N/2-1.}
С использованием формул алгоритма с прореживанием по частоте нетрудно убедиться, что выполняется следующее соотношение:
{\displaystyle X(2k+1)=A(k)-A(k+1)+(x(0)-x(N/2)),\ k=0,\ldots ,N/2-1.}
Такая модификация алгоритма по основанию два называется алгоритмом Рейдера — Бреннера. Она позволяет уменьшить вычислительную сложность за счёт более простых умножений на чисто мнимые константы {\displaystyle 1/(2i\sin \left(2\pi k/N\right))}. Аналогичные формулы можно получить с использованием вещественных констант {\displaystyle 1/(2\cos \left(2\pi k/N\right))}.

## История
Алгоритм и его рекурсивная реализация были изобретены около 1805 года К. Гауссом при интерполировании траекторий астероидов Паллада и Юнона. Тогда открытие не получило широкого распространения и было опубликовано лишь после смерти учёного на новой латыни. Результат Гаусса несколько раз переоткрывался в различных формах в течение последующих 150 лет и стал популярным после публикации в 1965 году статьи Дж. Кули из IBM и Дж. Тьюки из Принстона, в которой алгоритм был в очередной раз переоткрыт, а также описывалась удобная реализация для ЭВМ. 
Тот факт, что первооткрывателем алгоритма является Гаусс, был обнаружен лишь через несколько лет после публикации Кули и Тьюки. В своей статье они ссылались только на работу И. Дж. Гуда, в которой был описан алгоритм Гуда — Томаса.
Выражение преобразования Фурье длины {\displaystyle N} через два преобразования длины {\displaystyle N/2} иногда называют леммой Дэниэльсона — Ланцоша, так как оно было получено этими двумя авторами в 1942 году.